# Виддрингтония Уайта
Виддрингтония Уайта (лат. Widdringtonia whytei) — вид вечнозелёных хвойных деревьев, находящийся на грани полного исчезновения, входит в семейство Кипарисовые. Вид был занесён в Красную книгу в 2019 году. В 2019 году оставалось всего семь представителей вида.

## Ареал
Субтропики. Страны: Малави, Родезия.

## Описание
Деревья с широко распростёртой кроной и очень толстой волокнистой корой. Достигают 40—50 м в высоту. Встречается на высоте 1800—2500 м над уровнем моря. 
Виддрингтония Уайта — однодомные деревья. Древесина имеет сладкий запах, устойчива к воздействию термитов и против гниения, имеет хорошие механические свойства.